# Amsacta diminuta
Amsacta diminuta är en fjärilsart som beskrevs av Walker 1855. Amsacta diminuta ingår i släktet Amsacta och familjen björnspinnare. Inga underarter finns listade i Catalogue of Life.